# Willem Bierman
Willem Bierman (Apeldoorn, 18 maart 1948) is een Nederlandse dichter en redacteur-uitgever van het literair tijdschrift Prado.

## Biografie
De dichter Willem Bierman (1948) heeft bijna zijn hele leven in Apeldoorn gewoond. Zijn eerste gedichten verschenen in 1965. Drie keer won hij de aanmoedigingsprijs van de gemeente Apeldoorn (1967, 1969 en 1974). Zijn debuutbundel Veel kinderen geen bezwaar verscheen in 1970 in de Yang Poëzie Reeks. Daarna verschenen nog diverse andere dichtbundels.
In 1985 stichtte Bierman, bij wijze van hommage aan het in 1972 opgeheven 'tijdschrift voor teksten' Barbarber van G. Brands, K. Schippers en J. Bernlef, het literaire tijdschrift Prado. Het dadaïsme, een culturele beweging waarmee hij veel affiniteit heeft, is het uitgangspunt. Er wordt aandacht geschonken aan het overgeaccepteerde, met gespreksflarden, boodschappenlijsten en krantenberichten. Enkele medewerkers waren Jan G. Elburg, Sylvia Hubers, Hanz Mirck, Hans Renders en A.L. Snijders. Het blad hield in 2015 op te bestaan. Verder is Bierman redacteur van het Nationaal Pseudoniemen Archief, een onderdeel van het Biografie Instituut van de Rijksuniversiteit Groningen.
In 2009 werd Willem Bierman de eerste stadsdichter van Apeldoorn, een functie die hij drie jaar lang vervulde. De aanslag op Koninginnedag 2009 in Apeldoorn was de aanleiding voor een gedicht, waarvan enkele regels zijn aangebracht op het herinneringsmonument voor de slachtoffers van Koninginnedag 2009:
Een schrikverbleekte wereld stokte
de nacht viel zwart de dag binnen
In de bundel Dichter bij Apeldoorn zijn alle officiële stadsgedichten van Bierman bijeengebracht.

### Poëzie
- Veel kinderen geen bezwaar (1970)
- De renpaarden van de begijnen (1983)
- Tekens in een landschap (1991)
- Cafégezichten (1992, met Dini de Groot)
- Aangetaste schoonheden (1996, onder pseudoniem Pedro Rattink)
- Voorbij het schone uiterlijk (2001)
- James Dean, de nachtzuster en ik (2004)
- Eenvoudige zwarte jurk (2008)
- Dichter bij Apeldoorn (2012)
- Hoe Mary Pierce op Vlieland kwam (2012)
- Plukseizoen (2015)
- Plaatsbepaling op Vlieland (2015)
- Apulische Spelen (2017)
- Parijs voor beginners (2017)
- Schaduwvogel (2020, met Loes Huis in 't Veld)

### Proza
- Brief uit Venetië (1991)
- Naar een nieuwe coprofilie (1991)
- Anna, onder de tafel een pavlovwitte samba (2012)
- Mijn voetbaljaren (2019)

### Vertalingen
- Rainer Maria Rilke: Rodin, een voordracht (1989)
- Rainer Maria Rilke: Auguste Rodin (1990, met Philip van der Eijk; heruitgave 2016)
- Klaus Eckhardt: Kleine Kretenzische mythologie (1992)
- Rainer Maria Rilke: Twee brieven aan Liliane (1993)
- Augusta de Wit/Rainer Maria Rilke: Brieven (1999)

### Speciale uitgaven (selectie)
- Zesentwintig (1990)
- Sprengen (1991, met Doortje de Vries)
- Ps(n)euboek voor Wim Hazeu (1992, met Hans Renders)
- Dossier 4 Noord (1995)
- Birthday Party XVI (1999)
- Kalender Gemeente Apeldoorn (2000, met Jacintha Bierens)
- Het Grolsch gulden euroboek van een jaar en een dag (2002) - (oplage 1)
- Schandlappen van de geest (2002, met Jan Freark Wierda)
- Zo kwam ik ter wereld…, dagboekbladen 1998–2004 (2004) – (oplage 1)
- Stadsgedichtkaarten, totaal 14 (2009-2011)
- Zelfportret met Verhoeven (2012, met Elske Brehler)
- Prado Poetry Photo Project (2013-2018)
- De dansacademie van Tilburg (2013, met Gert Taken)
- Bas, Willem en ik (2014, met Reinier Groenendijk en Bas Langereis)
- Goede Papieren (2016)
- Wim Rattink / huzaar-motorrijder (monografie, 2018)
- At the bottom (2019)
- De nier is niervormig (2020)

### Tijdschrift- en krantenpublicaties (selectie)
- Algemeen Handelsblad
- Apeldoornse Courant
- 't Nieuws van Apeldoorn
- Permafrost
- Prado
- Tweede Ronde, De
- Yang

## Overige activiteiten (selectie)
- Culturele Aanmoedigingsprijs literatuur Gemeente Apeldoorn 1967, 1969, 1974
- Medewerking aan VARA-radioprogramma's 1967-1969, 1973
- Operatie Vers 1971 (poëzie per telefoon)
- Redacteur/uitgever Prado 1985-2015 (literair tijdschrift)
- Freelance medewerker Apeldoornse Courant 1999-2002
- Medewerker Permafrost - Literatuur in krakende kritieken 2003-2011
- Columnist Eigen 2008-2013 (cultuur- en lifestylemagazine)
- Stadsdichter Apeldoorn 2009-2011
- Bas, Willem en ik (drie schrijvers uit Apeldoorn op het podium) 2011-heden